# Archamia ataenia
Archamia ataenia is een straalvinnige vissensoort uit de familie van kardinaalbaarzen (Apogonidae). De wetenschappelijke naam van de soort is voor het eerst geldig gepubliceerd in 1999 door Randall & Satapoomin.